# Slag om Halbe
De Slag om Halbe was een veldslag in de Tweede Wereldoorlog waarin het 9e Duitse Leger van Theodor Busse door toedoen van het Sovjet-Russische Rode Leger als strijdmacht ophield te bestaan.
Het 9e leger, ingesloten in de omgeving rond het Spreewald, probeerde uit te breken richting het westen, via Halbe, om zich bij het 12e Leger van Walther Wenck te voegen met de intentie om zich dan over te geven aan de Westelijke geallieerden. Om dit te bereiken moest het 9e Leger door drie linies Sovjetsoldaten van het 1e Oekraïense Front dat onder het commando stond van Maarschalk Ivan Konev. Ondertussen vielen onderdelen van het 1e Wit-Russische Front, onder leiding van Maarschalk Georgi Zjoekov, de achterhoede van het 9e Leger aan. Na zeer zware gevechten bereikte slechts 30.000 Duitse soldaten de "veiligheid" van de linies van het 12e Leger. De rest werd gedood of gevangengenomen door de Sovjets. Dat er toch nog 30.000 soldaten van het 9e Leger de linies van het 12e Leger hebben bereikt was te danken aan het feit dat de commandant van het 12e Leger Wenck, het 9e Leger probeerde te ontzetten in plaats van op te rukken naar Berlijn. Hiermee ging hij in tegen de orders van Adolf Hitler.
Het restant van het 9e Leger heeft zich uiteindelijk samen met het 12e Leger overgegeven aan de Amerikanen.